# Donje Raštane
Donje Raštane su naselje u općini Sveti Filip i Jakov u Zadarskoj županiji.

## Zemljopis
Nalazi se na 5 km. sv. Petra na Moru, 18 km. od Zadra i 15 km. od Biograda na Moru. Okružuju ga mjesta Debeljak Gorica, Raštane Gornje.

## Stanovništvo
| broj stanovnika | 261   | 250   | 123   | 164   | 304   | 379   | 462   | 538   | 368   | 425   | 516   | 539   | 527   | 537   | 482   | 499   | 485   |
|                 | 1857. | 1869. | 1880. | 1890. | 1900. | 1910. | 1921. | 1931. | 1948. | 1953. | 1961. | 1971. | 1981. | 1991. | 2001. | 2011. | 2021. |

## Gospodarstvo
Stanovništvo se bavi poljoprivredom, stočarstvom i vinogradarstvom.

## Upravna organizacija
Upravnom organizacijom dijelom su općine Svetog Filipa i Jakova.

## Spomenici i znamenitosti
- Katolička crkva Muceništvo Sv. Ivana Krstitelja.[4]